# Cradle of Filth
Cradle of Filth is een metalband uit Engeland, opgericht in 1991. 
Begonnen als een deathmetalband in hun begindagen verwerd COF al snel tot een melodieuze black metalband. De thematiek van de band draait om occultisme, lust, erotiek, vampieren, enz. Hun album Damnation And A Day (2003) was een vierdelig opus geïnspireerd door de Bijbel en Paradise Lost van John Milton, waarbij het verraad van Lucifer min of meer centraal staat.

## Geschiedenis

### De beginjaren
In de eerste jaren van COF werd hun muziek beschouwd als deathmetal, dat bewijzen hun eerste demo's, maar ze veranderden van stijl in 1994, met het debuutalbum The Principle of Evil Made Flesh, dat als black metal kan beschouwd worden. Door de release van het mini-album V Empire or Dark Faerytales in Phallustein kon COF het contract met Cacophonous verbreken. Veel van het materiaal was bestemd voor het album dat later Dusk... and Her Embrace werd. Dusk was al voor het grootste deel geschreven en ook, voor de eerste keer, opgenomen.

### Music for Nations
Dusk... and Her Embrace, hun tweede album, werd voor een tweede maal opgenomen in 1996 en uitgebracht op Music for Nations. Door dit album kreeg COF heel wat fans bij in Europa en andere delen van de wereld. Daarna kwam er in 1998 het derde studio-album Cruelty And The Beast uit, een album gebaseerd op de legende van "The Blood Countess" Elizabeth Bathory, en hier gaat de ontwikkeling van hun geluid weer een stapje verder. Op halloween 2000 kwam het album Midian uit, met nog steeds stevige nummers zoals 'Cthulhu Dawn' en 'Her Ghost In The Fog'.

### Sony
Bitter Suites to Succubi noemt zanger Dani Filth "een overgankelijk mini-album". Op het album staan vier nieuwe tracks, drie vernieuwde versies van nummers uit The Principle of Evil Made Flesh, twee instrumentale nummers, en een cover van The Sisters of Mercy ('No Time To Cry'). Dit album wordt meestal aangezien als een EP. Hierna tekende COF een platencontract bij major platenlabel Sony. Het album Damnation and a Day werd uitgebracht in 2003. Nog niet één jaar later stopte COF de samenwerking met Sony, en de band ging naar Roadrunner Records.

### Roadrunner
Nymphetamine, het eerste studio-album van de band op Roadrunner Records, werd in 2004 uitgebracht. Op dit album kwamen de gitaren meer naar voren en zijn de vocalen van Dani niet meer zo hevig als op de albums Dusk... and Her Embrace of Cruelty And The Beast. Het album door veel oldschoolfans gezien als te toegankelijk.
Thornography werd uitgebracht in oktober 2006. Die titel verwijst naar de obsessie van de mensheid om te zondigen. Het album kende een sterke verandering naar meer heavy metal gerichte gitaarpartijen. In interviews enkele jaren na de release van dit album heeft de band aangegeven eigenlijk niet zo tevreden te zijn met Thornography. Het is allemaal iets te lief en te heavy metal. De cover van het album werd overigens vervangen, nadat er al een beperkte hoeveelheid gedrukt was - dit omdat de cover werd afgekeurd door Roadrunner Records in mei 2006.
Een nieuw album werd uitgebracht op 27 oktober 2008. Godspeed on the Devil's Thunder is een conceptalbum over de legendarische vijftiende-eeuwse moordenaar Gilles de Rais, een Franse edelman die vocht aan de zijde van Jeanne D'Arc en grote rijkdom vergaarde voordat hij een satanist en een seksueel gestoorde seriemoordenaar werd. Op dit album keert de band meer terug naar zijn oudere sound.

### Peaceville
Het  9e studioalbum verscheen op 1 november 2010 bij het label Peaceville en is getiteld Darkly Darkly Venus Aversa. Het is een conceptalbum gebaseerd op het leven van de lustige demon Lilith, de eerst vrouw van Adam. Het album ligt muzikaal gezien in het verlengde van Godspeed on the Devil's Thunder. Het hierop volgende The Manticore and Other Horrors (2012) is Cradle of Filths 10e langspeler en de eerste met bassist Daniel Firth.

### Nuclear Blast
Na twee albums verkaste de band opnieuw naar een ander label. Ditmaal Nuclear Blast. Paul Allender, een van de langstzittende bandleden, vertrok. Ook James McKilroy hield het voor gezien, onder andere door een nekblessure. Met de nieuwe bezetting (Richard Shaw en Marek "Ashok" Šmerda op gitaar, Lindsay Schoolcraft op keyboard en achtergrondzang) leverde de band het album Hammer of the Witches af. Het album groeide meteen uit tot een succes en bracht veel oude fans weer terug bij de band. In september 2017 kwam het album; Cryptoriana - The Seductiveness of Decay uit.

### Cacophonous
In 1994 stond Cradle of Filth onder contract bij het label Cacophonous. Zij hadden het album Dusk... and Her Embrace reeds opgenomen in 1995, maar door een rechtszaak, aangespannen door het label, ging de uitgave daarvan niet door. De band ging in beroep en kon na de opnames van V Empire weg bij het label. Zij wonnen het recht Dusk and her embrace opnieuw op te nemen en deden dat bij Music for Nations in 1996.
In 2014 werden de banden met de eigenaar van Cacophonous, Frater Nihil, die ook deelnam op het album The principle of evil made flesh, hersteld. Sinds die tijd heeft de band in samenspraak met het label hun derde en belangrijkste demo (Total Fucking Darkness) heruitgebracht. In 2016 kwam Dusk and her embrace - the original sin uit - de Dusk and her embrace opname uit 1995. Deze was op een DAT-tape bewaard gebleven.

## Bezetting
Voorman en zanger Daniel Lloyd Davey begon de band samen met gitarist Paul Ryan, bassist Jon Richard en drummer Darren White.

### Huidige bandleden
- Dani Filth - zang (1991-)
- Donny Burbage - gitaar (2022-)
- Marek "Ashok" Šmerda - gitaar (2014-)
- Daniel Firth - basgitaar (2012-) •  Zoe Marie Federoff - keyboard/achtergrondzang (2022-)
- Martin "Marthus" Škaroupka - drums (2006-)

### Voormalige bandleden
- Lindsay Schoolcraft - keyboard, achtergrondzang (2014-2020)
- Caroline Campbell - keyboard, achtergrondzang (2010-2012)
- Ashley "Ellyllon" Jurgemeyer - keyboard, achtergrondzang (2009-2010)
- James McIlroy - gitaar (2003-2005, 2010-2014)
- Paul Allender - gitaar (1991-1996, 2000-2014)
- Benjamin Ryan - keyboard (1992-1994)
- Damien Gregori - keyboard (1994-1997)
- Les "Lecter" Smith - keyboard (1997-1999)
- Martin "Foul" Powell - keyboard (2000-2005)
- Brian Hipp - gitaar (1994-1995)
- Gian Pyres - gitaar (1996-2002)
- Jared Demeter - gitaar (1996) (fictioneel personage)
- Jeff Acres - gitaar (1997-1998)
- Paul Ryan - gitaar (1991-1994)
- Stuart Anstis - gitaar (1996-1999)
- Darren Gardner - drums (1991-1992)
- Dave Hirschheimer - drums (1999)
- Nicholas Howard Barker - drums (1992-1999)
- Was Sarginson - drums (1999)
- Jon Pritchard - basgitaar (1991-1992)
- Jon Kennedy - basgitaar (1994-1995)
- Robin Eaglestone (Robin Graves) - basgitaar (1992-1994, 1995-2001)
- David Pybus - basgitaar (2002-2012)
- Charles Hedger - gitaar en basgitaar (2005-2008)
- Adrian Erlandsson - drums (2000-2006)
- Rosie Smith - keyboards (2005-2008)
- Sarah Jezebel Deva - achtergrondzang (1995 - 2008)
- Robin Eaglestone - bass (1991-2002)

## Discografie

### Albums
| Album met eventuele hitnotering(en) in de Nederlandse Album Top 100 | Datum van verschijnen | Datum van binnenkomst | Hoogste positie | Aantal weken | Opmerkingen     |
| ------------------------------------------------------------------- | --------------------- | --------------------- | --------------- | ------------ | --------------- |
| Orgiastic pleasures foul                                            | 1992                  | -                     |                 |              | Demo            |
| The black goddess rises                                             | 1992                  | -                     |                 |              | Demo            |
| Invoking the unclean                                                | 1992                  | -                     |                 |              | Demo            |
| Total fucking darkness                                              | 1993                  | -                     |                 |              | Demo            |
| The Principle of Evil Made Flesh                                    | 1994                  | -                     |                 |              |                 |
| V Empire or Dark Faerytales In Phallustein                          | 1996                  | 22-04-1996            |                 |              | ep              |
| Dusk... and her embrace                                             | 1996                  | 28-08-1996            |                 |              |                 |
| Cruelty and the beast                                               | 1998                  | 16-05-1998            | 56              | 6            |                 |
| From the Cradle to Enslave                                          | 1999                  | -                     |                 |              | ep              |
| Midian                                                              | 2000                  | 11-11-2000            | 41              | 3            |                 |
| Bitter suites to Succubi                                            | 2001                  | 30-06-2001            | 73              | 2            | ep              |
| Lovecraft & witch hearts - Best of                                  | 2001                  | -                     |                 |              | Verzamelalbum   |
| Live Bait for the Dead                                              | 2002                  | -                     |                 |              | Livealbum       |
| Damnation and a day                                                 | 2003                  | 22-03-2003            | 51              | 5            |                 |
| Nymphetamine                                                        | 01-10-2004            | 02-10-2004            | 29              | 3            |                 |
| Thornography                                                        | 13-10-2006            | 21-10-2006            | 48              | 2            |                 |
| Eleven Burial Masses                                                | 2007                  | -                     |                 |              | Livealbum       |
| Harder darker faster                                                | 2008                  | -                     |                 |              | Special edition |
| Godspeed on the devil's thunder                                     | 24-10-2008            | 01-11-2008            | 53              | 2            |                 |
| Darkly, darkly, venus aversa                                        | 29-10-2010            | 13-11-2010            | 83              | 1            |                 |
| Evermore Darkly                                                     | 2011                  |                       |                 |              | ep              |
| The Manticore and Other Horrors                                     | 2012                  |                       |                 |              |                 |
| Total Fucking Darkness vinyl-cd re-issue                            | 2014                  | 12-05-2014            | -               | -            | lp / cd         |
| Hammer of the Witches                                               | 10-06-2015            | 18-07-2015            | 38              | 2            |                 |
| Dusk and Her Embrace - The Original Sin                             | 08-07-2016            | -                     | -               | -            | Opname uit 1995 |
| Cryptoriana - The Seductiveness of Decay                            | 22-09-2017            | -                     | -               | -            |                 |

| Album met hitnotering(en) in de Vlaamse Ultratop 200 albums | Datum van verschijnen | Datum van binnenkomst | Hoogste positie | Aantal weken | Opmerkingen |
| ----------------------------------------------------------- | --------------------- | --------------------- | --------------- | ------------ | ----------- |
| Midian                                                      | 2000                  | 11-11-2000            | 47              | 2            |             |
| Damnation and a day                                         | 2003                  | 22-03-2003            | 37              | 2            |             |
| Nymphetamine                                                | 2004                  | 09-10-2004            | 59              | 5            |             |
| Thornography                                                | 2006                  | 28-10-2006            | 58              | 4            |             |
| Godspeed on the devil's thunder                             | 2008                  | 08-11-2008            | 55              | 2            |             |
| Darkly, darkly, venus aversa                                | 2010                  | 13-11-2010            | 64              | 2            |             |
| The manticore and other horrors                             | 2012                  | 10-11-2012            | 92              | 1            |             |
| Hammer of the Witches                                       | 2015                  | 18-07-2015            | 28              | 9            |             |
| Existence Is Futile                                         | 2021                  | 30-10-2021            | 43              | 2            |             |
| The Screaming Of The Valkyries                              | 2025                  | 29-03-2025            | 49              | 2            |             |

### De Zwaarste Lijst
| Nummer                       | '09* | '10* | '11* | '12* | '13 | '14 | '15 | '16 | '17 | '18 | '19 | '20 | '21 | '22 | '23 | '24 | '25 |
| ---------------------------- | ---- | ---- | ---- | ---- | --- | --- | --- | --- | --- | --- | --- | --- | --- | --- | --- | --- | --- |
| Cruelty Brought Thee Orchids | -    | -    | -    | -    | 48  | -   | -   | -   | -   | -   | -   | -   | -   | -   | -   | -   | -   |

- Tot 2012 had de Zwaarste Lijst 70 plaatsen. Dit werd vanaf 2013 verminderd tot 66.